# Trilex (Marke)
Der Trilex (Eigenschreibweise: trilex) ist eine Marke der Länderbahn GmbH mit Hauptsitz in Hrádek nad Nisou im Konzern der Regentalbahn.

## Geschichte

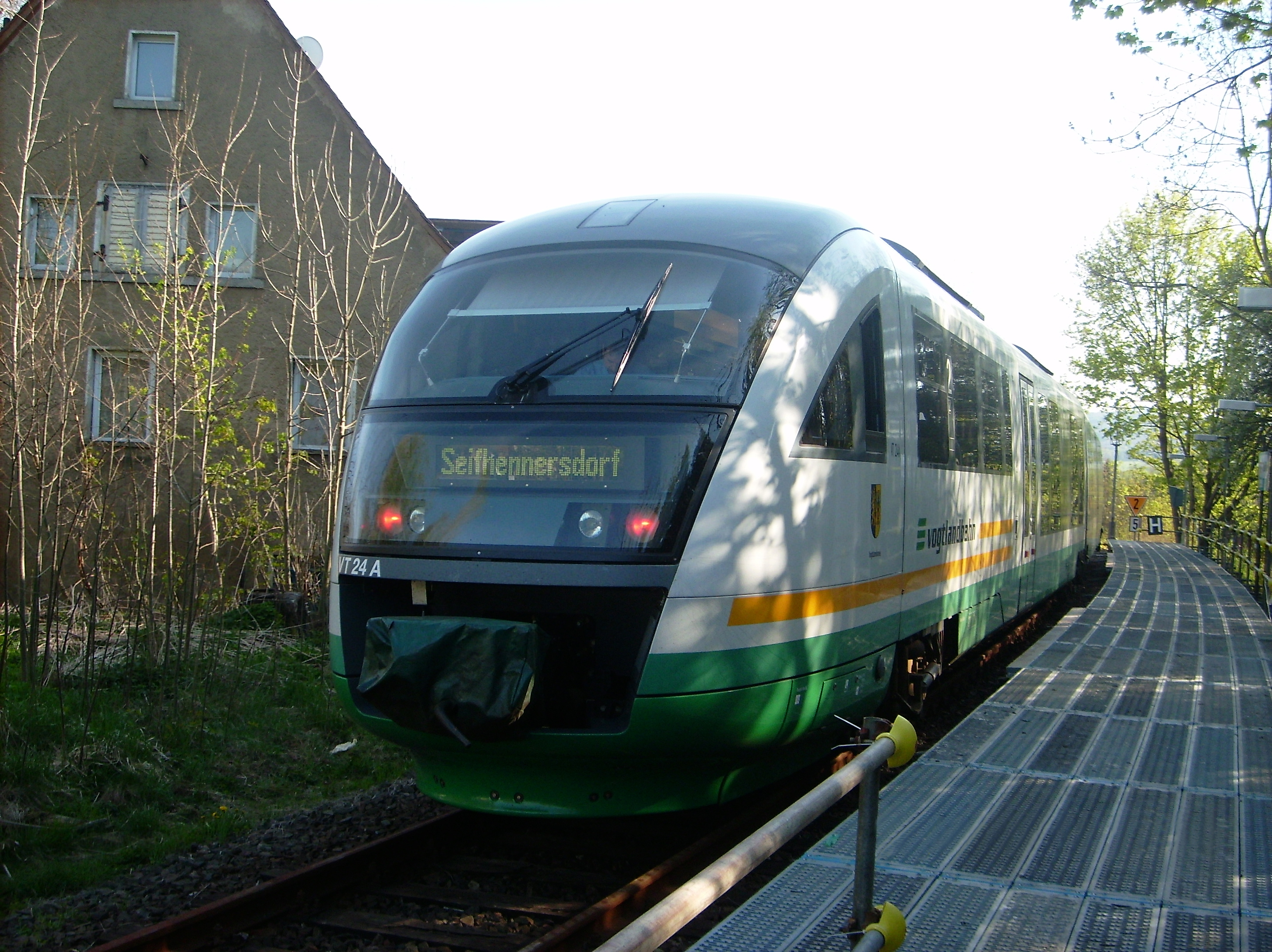
Trilex im Haltepunkt Seifhennersdorf

Der Trilex wurde Ende 2010 als Marke der damaligen Vogtlandbahn (heute in Die Länderbahn GmbH umbenannt) ins Leben gerufen, nachdem diese sich 2009 die Verkehre im Dreiländereck Deutschland/Polen/Tschechien auf den Strecken von Liberec über Zittau nach Seifhennersdorf und Rybniště für 10 Jahre sichern konnte. Grundlage der Vergabe war eine deutsch-tschechische Ausschreibung von den drei ÖPNV-Aufgabenträgern Liberecký kraj, Ústecký kraj und ZVON für den Betrieb der Dreiländerbahn Liberec – Zittau – Varnsdorf – Rybniště/Seifhennersdorf. Für den Betrieb dieser Linie wurde eine Zweigniederlassung des in Deutschland ansässigen Unternehmens in Hrádek nad Nisou eröffnet.
Der Markenname Trilex ging aus einem Namenswettbewerb im Oktober 2010 hervor und steht für Dreiländerexpress. Das Präfix tri- steht für die griechische Vorsilbe für drei und die Endung -lex geht auf das Marketing der Vogtlandbahn zurück, da zuvor mit alex bereits ein weiterer solcher Name geprägt worden war. Mit dem Markennamen wird auf die drei Staaten Deutschland, Tschechische Republik und Polen, durch die die Züge fahren, Bezug genommen.

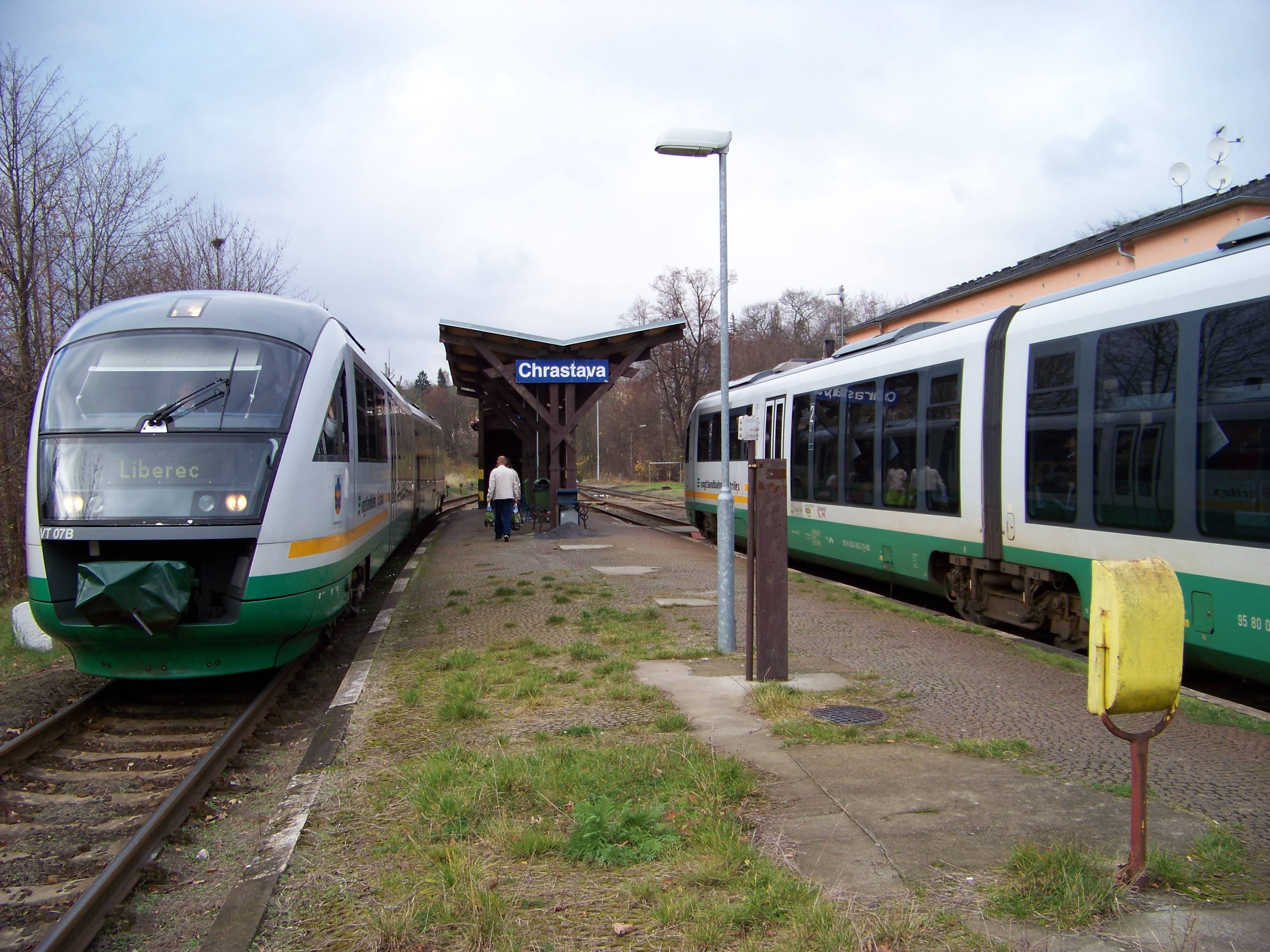
Zugkreuzung der Trilex-Züge in Chrastava

Durch die Betriebsaufnahme im Dreiländereck löste der Trilex die vorhergehenden Betreiber Sächsisch-Böhmische Eisenbahngesellschaft und České dráhy ab. So wurden umsteigefreie Verbindungen von Liberec nach Seifhennersdorf bzw. Rybniště geschaffen, welche im 60-Minuten-Takt zwischen Liberec und Varnsdorf und im 120-Minuten-Takt zwischen Varnsdorf und Seifhennersdorf oder Rybniště verkehren. Zudem gibt es in der Hauptverkehrszeit einen 30-Minuten-Takt zwischen Liberec und Hrádek nad Nisou.
Im Ende Juni 2013 gab der ZVON nach einer gemeinsamen Ausschreibung mit dem Verkehrsverbund Oberelbe (VVO) bekannt, dass die Vogtlandbahn die Verkehre im sogenannten Ostsachsen-Netz auf den Strecken Dresden – Bischofswerda – Bautzen – Löbau – Görlitz und Dresden – Bischofswerda – Wilthen – Oberoderwitz – Zittau – Liberec ab Dezember 2014 für insgesamt vier Jahre erbringen soll. Gegen diese Entscheidung legte der bisherige Betreiber DB Regio Südost Widerspruch bei der Vergabekammer in Leipzig ein.
Die Vergabekammer ordnete die Aufgabenträger dazu an, die Angebote von DB Regio und Vogtlandbahn neu zu bewerten. Nach erfolgter Neubewertung gab der ZVON im Oktober 2013 bekannt, dass die Vogtlandbahn den Zuschlag nun endgültig bekommt.
Im März 2014 wurde bekannt gegeben, dass das Ostsachsennetz ebenfalls unter der Marke Trilex gefahren wird. Daher steht das tri im Markennamen nun auch für die drei Regionen Dresdner Elbtal, Oberlausitz und das obere Tal der Lausitzer Neiße.
Die Verkehrsverbünde VVO und ZVON gaben Ende Februar 2015 bekannt, dass die Direktverbindung von Dresden über Görlitz nach Wrocław Główny ab März 2015 eingestellt wird. Grund dafür sind fehlende finanzielle Mittel auf der polnischen Seite.
Seit Ende Februar 2015 hat der Trilex einen Luchs mit Namen Luca als Maskottchen. Der Name wurde zuvor in einem Wettbewerb aus fast 400 Vorschlägen ausgewählt.
Mit dem Fahrfahrplanwechsel am 13. Dezember 2015 wurde die Direktverbindung Dresden–Görlitz–Wrocław/Breslau wieder aufgenommen. Die DB Regio Südost verkehrt als Subunternehmer des Trilex und der KD.
Am 26. April 2018 wurde bekanntgegeben, dass die DB-Regio-Tochter Verkehrsgesellschaft Start Ostsachsen den Betrieb auf allen derzeit von Trilex bedienten Strecken ab Dezember 2019 (heutige Linie L7 ab Dezember 2020) übernehmen soll. Gegen die Entscheidung erhob die Länderbahn Einspruch bei der Vergabekammer Sachsen.
Am 2. November 2018 gab die Vergabekammer bekannt, dass das Ostsachsennetz, entgegen der Ankündigung der Aufgabenträger, nicht an Start vergeben werden darf, da dieses Unternehmen nach Kammerauffassung nicht die Eignungskriterien erfüllt. Am 15. Februar 2019 wurde diese Entscheidung durch das Oberlandesgericht Dresden bestätigt.
Am 1. April 2019 erteilten die vier Aufgabenträger der Länderbahn offiziell den Zuschlag für den Betrieb des Ostsachsennetz II für den Zeitraum von Dezember 2019 bis Dezember 2031. Im Zuge dessen übernimmt die Länderbahn die RB60V von der ODEG, die dann als Linie RE1V verkehren wird. Das gesamte Fahrplankonzept wird dabei umgestellt und soll schnellere Reisezeiten und bessere Anschlüsse in der Oberlausitz ermöglichen.
Für diesen neuen Vertrag sollen die Fahrzeuge einem Redesign unterzogen werden und unter anderem mit einer neuen Lackierung und neuen Sitzpolstern versehen werden.
In den Sommermonaten wird seit 2016 am Wochenende eine Fahrt der Linie RE2 von Liberec nach Doksy verlängert. Diese Fahrt hat der Aufgabenträger als Linie L24 benannt. Beginnend im Jahr 2021 wird von April bis Oktober an Wochenenden eine Fahrt auf der Strecke Liberec – Varnsdorf – Mikulášovice dolní nádraží als Linie T2/T9 angeboten.
Seit dem Fahrplanwechsel im Dezember 2021 verkehrt Die Länderbahn CZ unter der Marke Trilex auf der Strecke Rumburk – Česká Lípa – Mladá Boleslav město. Im Dezember 2022 wird auch die Strecke Liberec – Česká Lípa – Děčín hl. n. durch das Unternehmen befahren.

## Linien

### Aktueller Betrieb
Vom Trilex werden auf den drei Kursbuchstrecken (KBS) 230, 235 und 236/089 folgende fünf Linien im Auftrag der ÖPNV-Aufgabenträger Liberecký kraj, Středočeský kraj, Ústecký kraj, VVO und ZVON betrieben.
| Linie | Verlauf | Länge         | Stationen | Laufzeit |
| ----- | --- | ------------- | --------- | --- |
| RE1   | Dresden Hbf – Bischofswerda – Bautzen – Löbau – Görlitz einzelne Züge weiter bis Zgorzelec                                                              | 106 km/108 km | 10/11     | 14. Dezember 2014 – 14. Dezember 2019 Züge bis Wroclaw: 14. Dezember 2014 – 15. März 2015 und 13. Dezember 2015 – 8. Dezember 2018 15. Dezember 2019 – 13. Dezember 2031 |
| RE2   | Dresden Hbf – Bischofswerda – Zittau (– Liberec) | 105/132 km    | 14/17     | 14. Dezember 2014 – 14. Dezember 2019 15. Dezember 2019 – 13. Dezember 2031                                                                                              |
| RB60  | Dresden Hbf – Bischofswerda – Bautzen – Löbau – Görlitz                                                                                                 | 105 km        | 23        | 14. Dezember 2014 – 14. Dezember 2019 15. Dezember 2019 – 13. Dezember 2031                                                                                              |
| RB61  | Dresden Hbf – Bischofswerda – Zittau | 105 km        | 28        | 14. Dezember 2014 – 14. Dezember 2019 15. Dezember 2019 – 13. Dezember 2031                                                                                              |
| L2    | Liberec – Česká Lípa střelnice (ein Zug pro Richtung - 23:15 Richtung Liberec / 0:41 Richtung Česká Lípa střelnice) Liberec – Česká Lípa – Děčín hl. n. | 61 km         | 14        | 12. Dezember 2021 – 10. Dezember 2022 (nur bis Česká Lípa střelnice) 11. Dezember 2022 – 13. Dezember 2031                                                               |
| L4    | Rumburk – Česká Lípa – Mladá Boleslav město | 99 km         | 22        | 12. Dezember 2021 – 13. Dezember 2031 |
| L7    | Liberec – Zittau – Varnsdorf – Seifhennersdorf (Mandaubahn; bis 12. Dezember 2020 auch Varnsdorf – Rybniště)                                            | 48 km         | 16        | 12. Dezember 2010 – 12. Dezember 2020 13. Dezember 2020 – 13. Dezember 2031 (ohne Varnsdorf – Rybniště)                                                                  |

Streckennetz 2022

Zwischen Liberec und Varnsdorf verkehren die Züge alle 60 Minuten, zwischen Zittau und Varnsdorf allerdings teils dichter. Die Äste nach Seifhennersdorf und Rybniště werden abwechselnd jeweils alle zwei Stunden bedient. Teilweise jedoch findet in beide Richtungen stündlicher Verkehr statt.
Zwischen Liberec und Hrádek nad Nisou wird der Takt in der Hauptverkehrszeit auf einen Halbstundentakt verdichtet. Die Linie L7 wurde bis zum Fahrplanwechsel im Dezember 2014 und der Betriebsaufnahme im Ostsachsennetz als TLX und bis Dezember 2016 als TL70 bezeichnet.
Die Linien RE1 und RE2 fahren jeweils alle zwei Stunden, wodurch zwischen Dresden und Bischofswerda ein Stundentakt entsteht. Auch die Linien RB60 und RB61 fahren jeweils alle zwei Stunden, wodurch ebenfalls ein Stundentakt zwischen Dresden und Bischofswerda entsteht. Durch Überlagerung mit der RB34 der Städtebahn Sachsen entsteht zwischen Dresden und Radeberg ein grober Halbstundentakt. Zwischen Bischofswerda und Görlitz verdichtet die Linie OE60V der ODEG die Fahrten der RB60 auf einen Stundentakt. Bei den Linien RE1 und RE2 wurden von der Betriebsaufnahme des Trilex bis zum Fahrplanwechsel im Dezember 2016 als TLX1 und TLX2 bezeichnet („Trilex-Express“). Die Regionalbahn-Linien RB60 und RB61 erhielten in dieser Zeit die Bezeichnung TL60 und TL61.
Mit dem Zuschlag für das Ostsachsennetz II übernahm die Länderbahn auch die Linien RB60V von der ODEG, welche die RB60 auf einen Stundentakt verdichtet sowie eine neue Linie RE1V, welche ebenfalls zwischen Bischofswerda und Görlitz den Stundentakt auf dem RE1 herstellt. In Bischofswerda besteht beim RE1V Anschluss zum RE2 von und nach Dresden. Von Dresden aus werden unter der Woche ein Großteil der Züge als Zugteil des RE2 geführt, sodass zwischen Dresden und Görlitz eine umsteigefreie Verbindung angeboten werden kann. Die RB60V verkehrt nur Montag bis Freitag und hat in Bischofswerda Anschluss an die Züge der Linie RB61 von und nach Dresden. Dadurch gibt es montags bis freitags zwischen Dresden und Görlitz vier Fahrten in zwei Stunden. Beide Linien werden aber nicht getrennt ausgewiesen, sondern als Teil der Hauptlinien betrachtet.
Ebenfalls zum Fahrplanwechsel im Dezember 2019 wurden einzelne Fahrten des RE1 in Kooperation mit Koleje Dolnośląskie bis nach Zgorzelec verlängert, von wo aus Anschluss an die elektrischen Züge von und nach Wroclaw besteht.
Seit dem Fahrplanwechsel im Dezember 2020 wird die Strecke Varnsdorf – Rybniště durch die České dráhy als Linie U9 betrieben, im Bahnhof Varnsdorf bestehen entsprechende Umsteigemöglichkeiten zwischen den Linien.

## Fahrzeuge

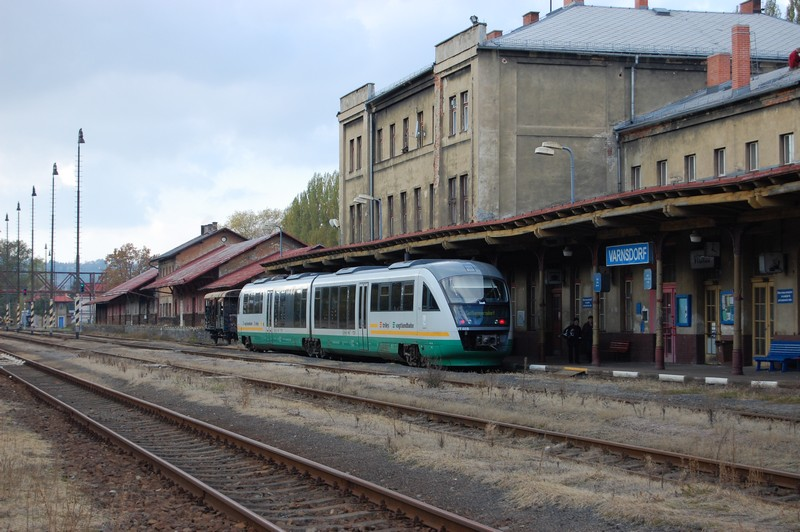
Trilex im Bahnhof Varnsdorf

Auf den obengenannten Strecken werden hauptsächlich Triebwagen vom Typ Desiro Classic eingesetzt. Bei diesen handelt es sich um alle 26 Triebwagen dieser Baureihe der Länderbahn, die teilweise von den Freistaaten Sachsen oder Bayern gefördert wurden. Für die Fahrten nach Polen fährt DB Regio – mit eigenen entsprechend ausgerüsteten Triebwagen vom Typ Desiro Classic – als Subunternehmer der Länderbahn. Auch nach Einstellung des grenzüberschreitenden Verkehrs seit März 2015 fährt die Deutsche Bahn ein Teil der Fahrten nach Görlitz. Dabei stellt auch DB Regio die Triebfahrzeugführer. Die Züge fahren meist in Einfach- oder Doppeltraktion, einzelne Fahrten auch in Dreifachtraktion.
Lediglich auf der Linie L7 waren zeitweise auch Triebwagen vom Typ RegioSprinter der Vogtlandbahn anzutreffen. Bei Fahrzeugmangel wurden auch angemietete Regio-Shuttle RS1 eingesetzt.
Die Triebfahrzeuge werden von der Länderbahn in Neumark, bei der Ostdeutschen Instandhaltungsgesellschaft (ODIG) in Görlitz und teilweise auch bei der Deutschen Bahn in Dresden gewartet. Abgestellt werden die Züge über Nacht in Görlitz, Dresden und Zittau.
Seit April 2015 wurden zusätzlich vier von der ODEG gekaufte Regio-Shuttle auf der Linie L7 eingesetzt. Diese deckten zusammen mit einem Desiro den kompletten Verkehr der Linie L7 ab und lösten die RegioSprinter ab.

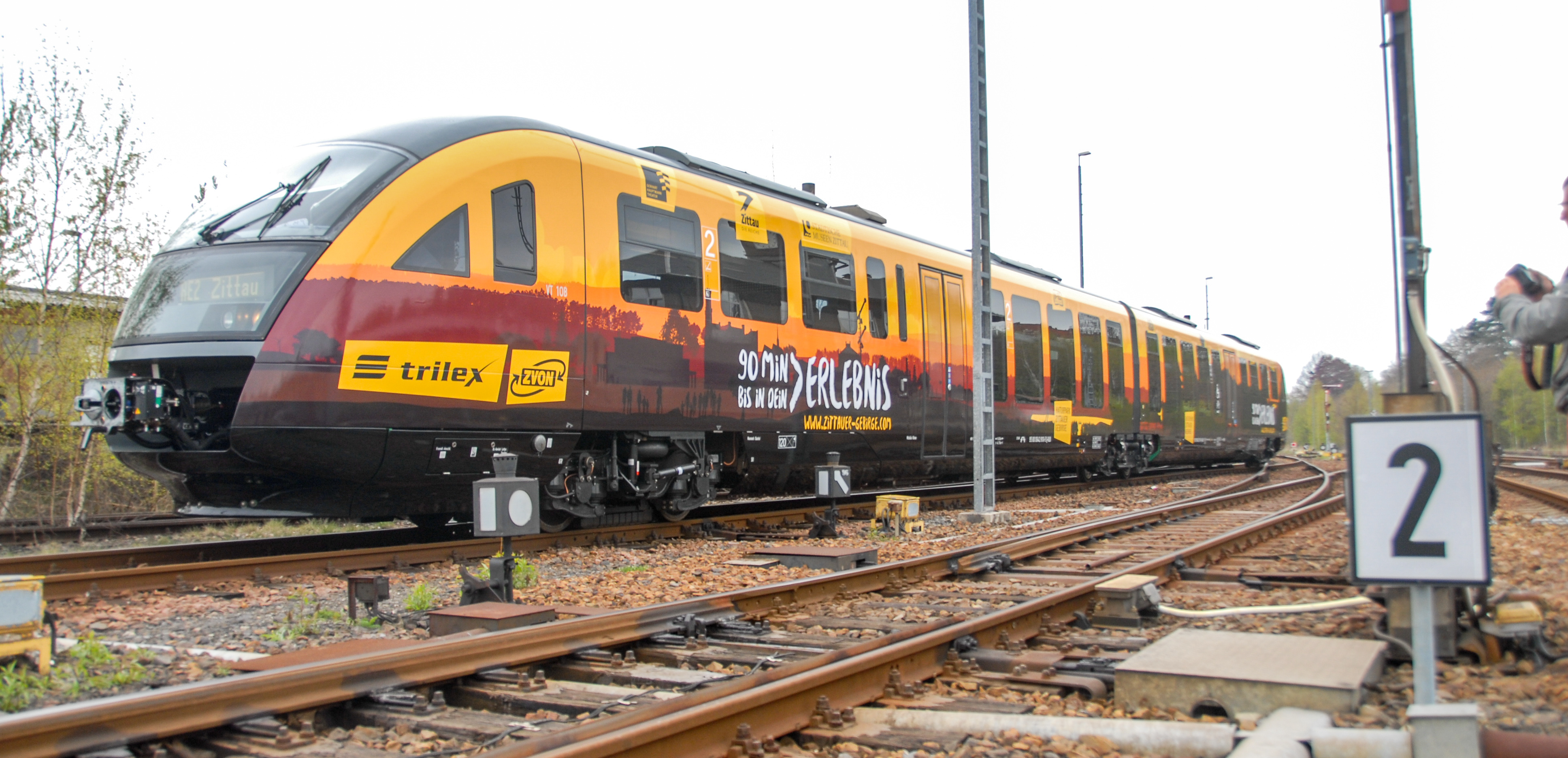
Werbe-Triebwagen des Trilex mit dem Namen „Oberlausitz-Express“, 2017

2013 wurde jeweils ein Desiro-Triebwagen auf den Namen Hrádek nad Nisou und Großschönau (Sachs) getauft. Alle weiteren Triebwagen tragen derzeit keine Namen. Ein Desiro trägt seit Dezember 2014 eine Werbebeklebung für die Zittauer Schmalspurbahn. Auch die von der ODEG gekauften Regio-Shuttle trugen Werbebeklebungen für touristische Ziele im Trilex-Netz. Eine Hälfte eines weiteren Desiro wurde in dem Farbschema der Koleje Dolnośląskie beklebt, um auf die Verbindungen dieses Eisenbahnunternehmens nach Jelenia Góra und Wrocław Główny aufmerksam zu machen.
Zwischen Dezember 2014 und Juni 2016 waren einige Desiro-Triebwagen ersatzweise für nicht gelieferte Neufahrzeuge bei der Oberpfalzbahn im Einsatz. Nach der Rückkehr dieser Triebwagen werden die mit Werbebeklebung versehenen vier Regio-Shuttle planmäßig nicht mehr auf den Trilex-Strecken eingesetzt. Von 2017 bis Ende 2019 waren neben den Desiro Classic auf der Linie L7 auch Regio-Shuttle der Vogtlandbahn im Einsatz. Seit Fahrplanwechsel 2019 sind diese RegioShuttle allerdings wieder im Vogtland, weswegen andere RegioShuttle verkehren.

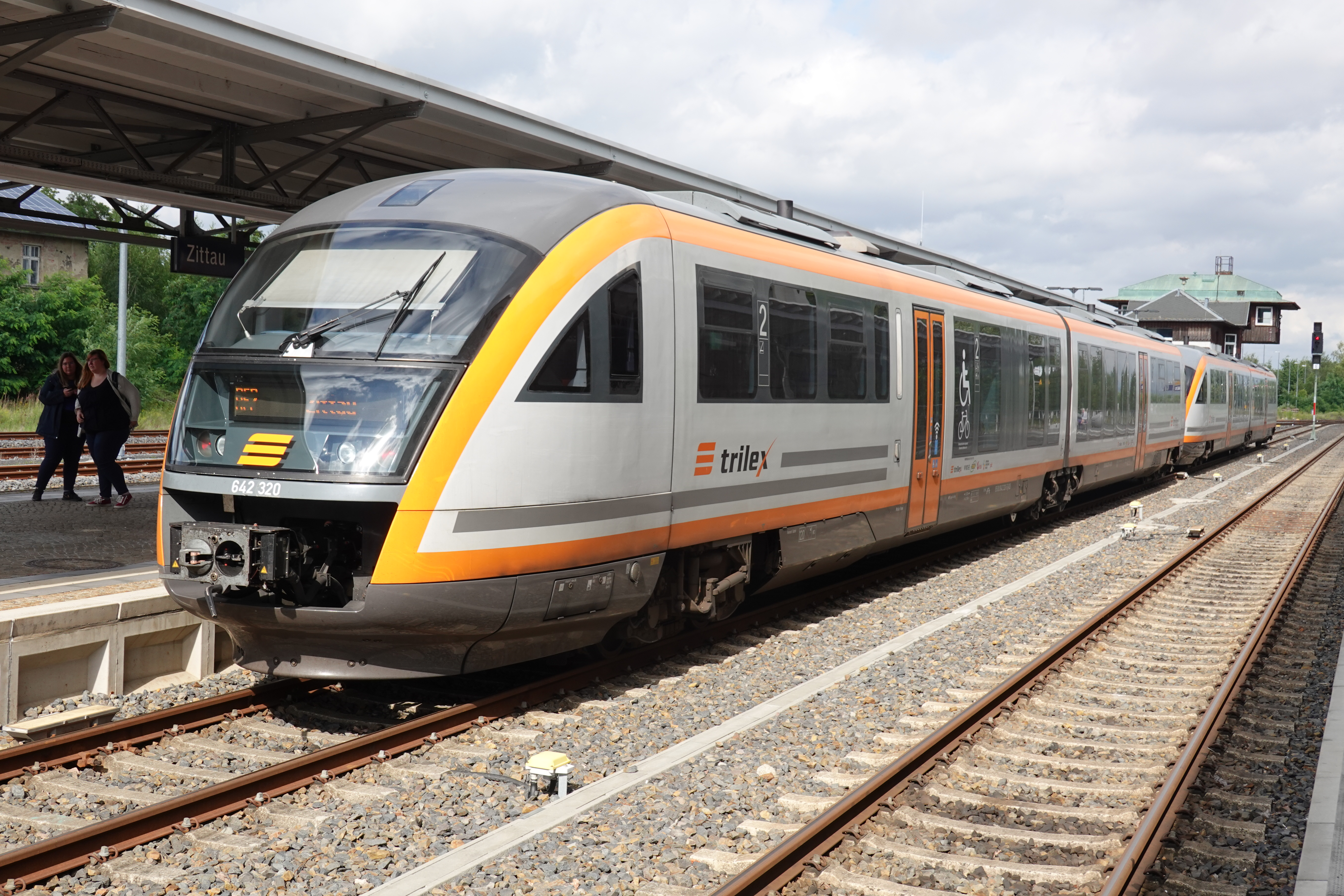
Modernisierter Desiro Classic im Bahnhof Zittau (2022)

Seit Mitte April 2017 wirbt ein Desiro-Triebwagen mit einer Werbebeklebung für einen Ausflug in das Zittauer Gebirge, er wurde Anfang September 2017 auf den Namen „Oberlausitz-Express“ getauft. Es wurden weitere Fahrzeuge mit Werbung versehen, so unter anderem für die sorbische Sprache, und für die Glasherstellung im Norden der Tschechischen Republik („Crystal Valley“).
Die Desiro-Triebwagen werden bis Sommer 2023 einem Redesign unterzogen, wobei der bisherige grüne Außenanstrich durch einen orangen in Trilex-Design ersetzt werden wird. Der erste modernisierte Desiro Classic wurde im September 2020 der Öffentlichkeit vorgestellt.

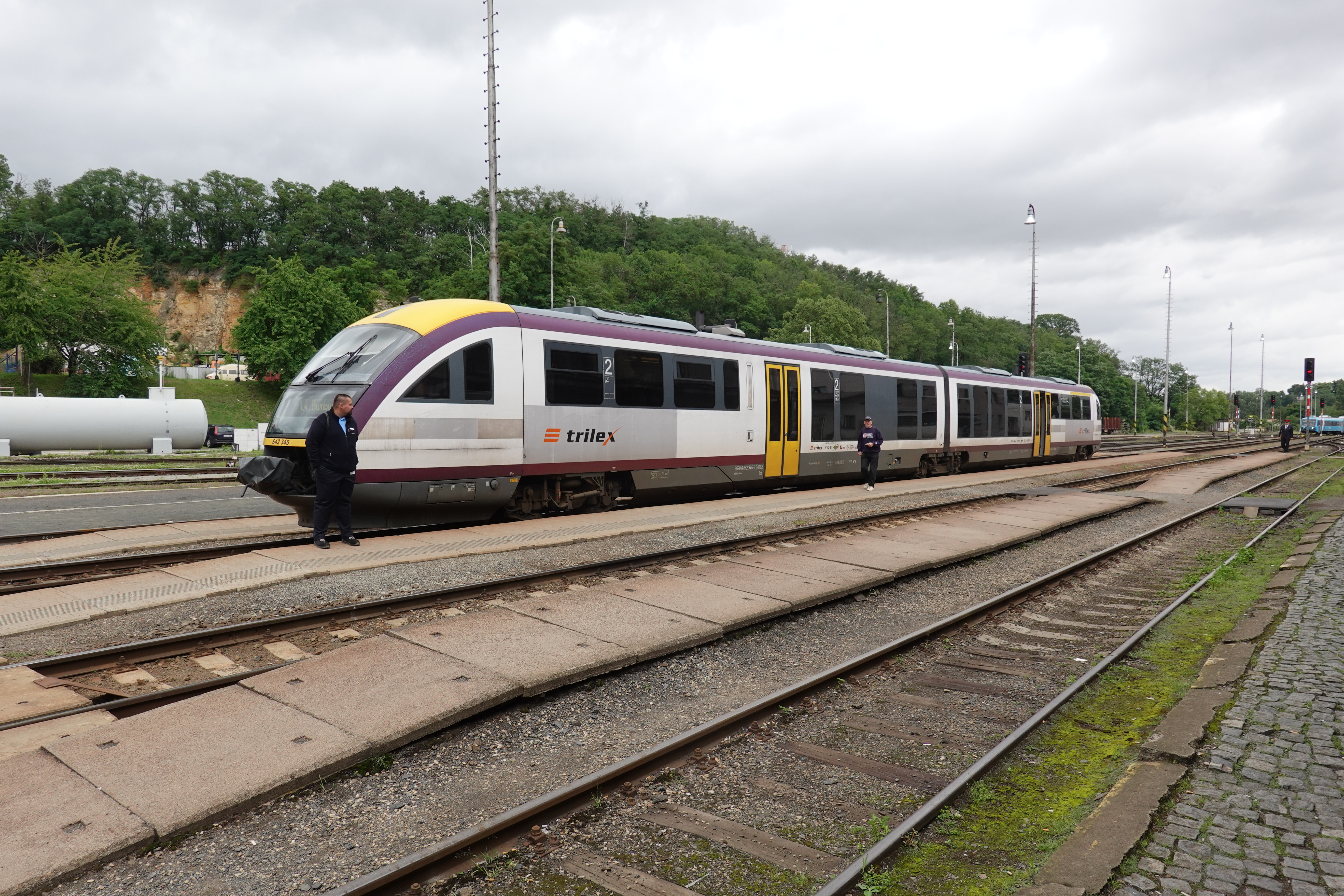
Von der Mitteldeutschen Regiobahn übernommener Desiro Classic in Mladá Boleslav hlavní nádraží (2022)

Für den Einsatz auf den ab Dezember 2021 bzw. Dezember 2022 zusätzlich betriebenen Linien in der Tschechischen Republik werden acht weitere Fahrzeuge vom Typ Desiro Classic eingesetzt. Dafür wurden zehn der zuvor von Transdev Regio Ost (ehemals Städtebahn Sachsen) rund um Dresden eingesetzten Fahrzeuge übernommen. Diese Fahrzeuge sollen auch in das Modernisierungsprogramm einbezogen werden. Insgesamt stehen damit 36 Fahrzeuge vom Typ Desiro Classic im Einsatz auf Trilex-Strecken.

## Tarif
Alle Züge des Trilex sind mit (teils zweisprachigen) Zugbegleitern besetzt. Durch diese werden in den Zügen auch Fahrkarten verkauft. Insbesondere wurden an allen Bahnhöfen im ZVON-Gebiet Fahrkartenautomaten der Deutschen Bahn zur Betriebsaufnahme der Linien von Dresden nach Görlitz und Liberec abgebaut. Es wird jedoch weiterhin ein personenbedienter Verkauf von Fahrkarten an mehreren Stellen im ZVON-Gebiet angeboten.
In den Trilex-Zügen werden Fahrkarten zum IDOL-, VVO- (einschließlich Elbe-Labe-Ticket) und ZVON-Tarif (einschließlich Euro-Neiße-Ticket) sowie bei Fahrten durch mehrere Verkehrsverbünde Fahrkarten des Deutschlandtarifs anerkannt und verkauft. Für Fahrten in der Tschechischen Republik sowie auf der Linie L7 wird ein gesonderter sogenannter Trilex-Tarif angeboten, der in Euro oder Kronen bezahlt werden kann. Weiterhin werden für bestimmte Streckenabschnitte sogenannte Katzensprung-Tickets verkauft, für das gesamte Trilex-Netz wird ein Trilex-Tagesticket vertrieben.
Auf der Strecke zwischen Dresden und Wrocław wird das „Dresden-Wrocław-Spezial“ angeboten.
Die Freifahrt für Schwerbehinderte gilt auch auf dem kurzen tschechischen Abschnitt. Fahrkarten für den Fernverkehr können beim Zugbegleiter nicht erworben werden.